# ナンシー・ストーラス

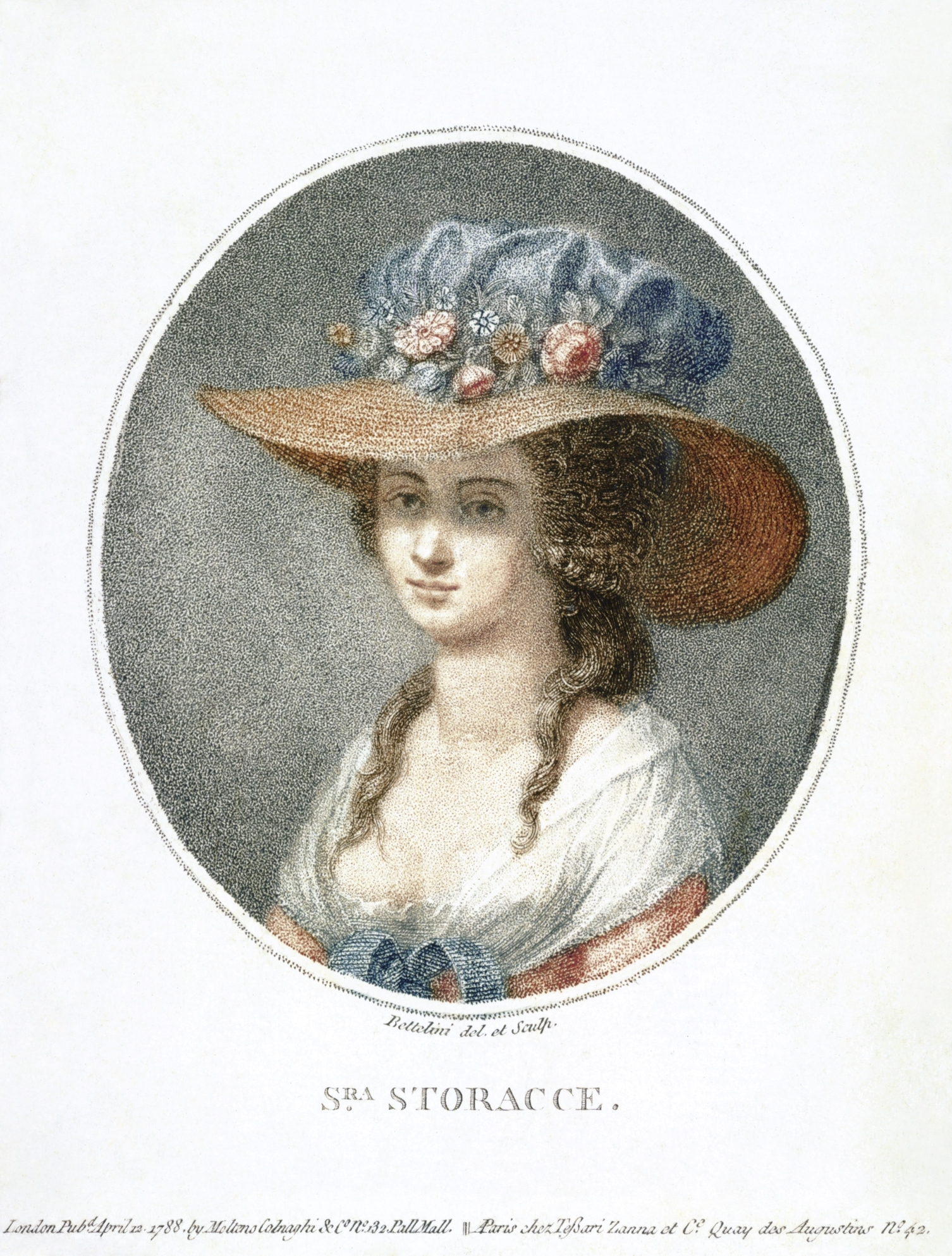
肖像（1788年）

ナンシー・ストーラス（姓はストレースとも、Nancy Storace、1765年10月27日 - 1817年8月24日）は、本名をアン・セリーナ・ストーラス（Ann Selina Storace）といい、イギリスのソプラノ歌手。イタリア各地、ウィーン、ロンドンで活動し、とくにモーツァルト『フィガロの結婚』初演で主役のスザンナを歌ったことで記憶されている。
父親がイタリア人であり、歌手としてはイタリア語読みのアンナ・ストラーチェを使用した。イタリア語で「イギリス娘」を意味するリングレジーナ（l'inglesina）の名でも呼ばれた。歌手としてはアンナ、私生活ではナンシーを使用した。

## 生涯

### 生い立ち
ナンシー・ストーラスは1765年にロンドンで生まれた。父はイタリア人のステファノ・ストラーチェ（英語名スティーヴン・ストーラス）で、コントラバス奏者として1748年以前にダブリン、1758年以前にロンドンで活動していたことが知られている。父はまたイタリア・オペラを英語に翻訳して上演していた。母のエリザベスはイギリス人だった。
ナンシーの兄は作曲家で父と同名のスティーヴン・ストーラス（1762-1796）であり、1766年ごろにナポリの叔父にひきとられてサントノフリオ音楽院で学んだ。
ナンシーは1773年にサザンプトンでデビューし、翌1774年にはヘイマーケット国王劇場でロンドン・デビューした。このころカストラートのヴェナンツィオ・ラウッツィーニ（モーツァルト『エクスルターテ・ユビラーテ』は彼のために書かれた）に声楽を学び、また国王劇場の主な作曲家だったアントニオ・サッキーニにも学んだ。

### イタリア
1778年、一家は兄のいるイタリアに引越した。ナンシーは翌1779年にフィレンツェのペルゴラ劇場で歌った。ナンシーはとくにオペラ・ブッファを得意とした。
その後ミラノ、トリノ、パルマ、ローマ、ヴェネツィアなどのイタリア各地で活動した。1782年にミラノで上演されたジュゼッペ・サルティのオペラ『漁夫の利(Fra i due litiganti il terzo gode )』のドリーナ役はナンシーが演ずることを想定して書かれた最初の曲だった。

### ウィーン
ヨーゼフ2世は一時期イタリア・オペラ座を解散してドイツ・オペラを振興しようとしたが、1783年にイタリア・オペラ座を再建することになった。ヨーゼフ2世の意を受けて在ヴェネツィアのウィーン大使であるジャコモ・ドゥラッツォはアイルランド人のテノール歌手マイケル・ケリー、バス歌手フランチェスコ・ベヌッチ、およびナンシーをウィーンのイタリア・オペラ座のために雇った。なお、ナンシーの父はこれ以前に没しており、ウィーンには母が付人として同行している。
再建されたウィーンのイタリア・オペラ座の最初の演目はアントニオ・サリエリ『やきもち焼きの学校』改訂版（1783年4月22日）で、この作品でナンシーは伯爵夫人を演じてウィーン・デビューした。同年8月13日にウィーン初演されたパイジエッロ『セビリアの理髪師』は大成功したが、この作品でナンシーはロジーナを演じた。なおモーツァルト『フィガロの結婚』は『セビリアの理髪師』の続編にあたり、このときの出演者の多くがそのまま『フィガロの結婚』でも歌っている。
1784年3月にナンシーはイギリス人のヴァイオリスト・作曲家で40歳のジョン・フィッシャー (John Abraham Fisher) と結婚したが、夫が暴力をふるったためにヨーゼフ2世が介入し、フィッシャーはウィーンから追放された。翌1785年1月にナンシーは出産したが、子は数ヶ月で死亡した。ナンシー本人もこのころ調子を持ちくずした。
兄のスティーヴンは当時ロンドンに戻っていたが、ウィーンから依頼されて『不満な夫婦 (Gli sposi malcontenti)』（1785年）および『誤解 Gli equivoci』（1786年）の2作のオペラを作曲した。しかし1785年6月1日の『不満な夫婦』の初演時にナンシーは声が出なくなり、公演は中止になった。9月にナンシーが復帰したとき、サリエリ、モーツァルト、およびコルネッティなる人物によって『オフェーリアの健康回復に寄せて』が作曲された。
ウィーンにいた1783-1787年の5年間に、マルティン・イ・ソレル、パイジエッロ、サリエリ、モーツァルトが彼女のために曲を書いている。彼女が歌うことを想定して作曲されたオペラにはサリエリ『トロフォーニオの洞窟』（1785年、オフェーリア役）、『はじめに音楽、次に言葉』（1786年、エレオノーラ役）、マルティン・イ・ソレル『椿事』（1786年、リッラ役）、モーツァルト『フィガロの結婚』（1786年、スザンナ役）などがある。ほかにハイドンのオラトリオ『トビアの帰還』の1784年改訂版ではアンナ役を歌っている。

### ロンドン
1787年2月、ウィーンにいたナンシーとその母、マイケル・ケリー、作曲家のトーマス・アトウッドはイギリスに帰国することになった。モーツァルトはナンシーのために「どうしてあなたを忘れられるだろうか (Ch'io mi scordi di te)」K. 505を作曲して別れを惜しんだ。ナンシーはモーツァルトをロンドンに招く予定だったが、実現しなかった。
1787年4月24日にヘイマーケット国王劇場でパイジエッロ『愛の奴隷 (Gli schiavi per amore)』を歌った。1789年に国王劇場が焼失するとドルリーレーン劇場に移り、兄の作曲による英語オペラに出演した。しかし1796年に兄が急死するとドルリーレーンを離れ、短期間国王劇場に戻った。
ヨハン・ペーター・ザーロモンがハイドンをロンドンに招いたとき、1791年と1795年のザーロモンのハイドン・コンサートでナンシーは歌っている。
1797年、テノール歌手のジョン・ブレアム (John Braham (tenor)) とともにヨーロッパ大陸各地を演奏旅行して成功した。9歳下のブレアムとナンシーは愛人関係にあったが、別居している夫のジョン・フィッシャーが存命だったために結婚はできなかった。1802年にはふたりの間に息子のスペンサーが生まれている。
1808年にドルリーレーン劇場で歌ったのが最後の公演となった。
1816年、ブレアムと別れた。翌1817年にロンドン郊外のダリッチで没した。